# Slătioara (gmina Râșca)
Slătioara – wieś w Rumunii, w okręgu Suczawa, w gminie Râșca. W 2011 roku liczyła 792 mieszkańców. 